# درجة حرارة السطح العالمية
درجة حرارة السطح العالمية (GST) هي متوسط درجة حرارة سطح الأرض. وبشكل أكثر دقة، فهي المتوسط الموزون لدرجات الحرارة فوق المحيط والأرض. وتسمى الأولى أيضًا درجة حرارة سطح البحر وتسمى الثانية درجة حرارة الهواء السطحي. تأتي بيانات درجة الحرارة بشكل أساسي من محطات الأرصاد الجوية والأقمار الصناعية. لتقدير البيانات في الماضي البعيد، يمكن استخدام البيانات بالوكالة على سبيل المثال من حلقات الأشجار والشعاب المرجانية ونوى الجليد. إن ملاحظة ارتفاع درجة حرارة السطح العالمية بمرور الوقت هو أحد خطوط الأدلة العديدة التي تدعم الإجماع العلمي بشأن تغير المناخ، وهو أن الأنشطة البشرية تسبب تغير المناخ. المصطلحات البديلة لنفس الشيء هي متوسط درجة حرارة السطح العالمية (GMST) أو متوسط درجة حرارة السطح العالمية.
بدأت سلسلة من قياسات درجة الحرارة الموثوقة في بعض المناطق في الإطار الزمني 1850-1880 (يطلق على هذا السجل درجة الحرارة الآلية). أطول سجل لدرجة الحرارة هو سلسلة بيانات درجة حرارة وسط إنجلترا، والتي تبدأ في عام 1659. أطول السجلات شبه العالمية تبدأ في عام 1850. بالنسبة لقياسات درجة الحرارة في الغلاف الجوي العلوي، يمكن استخدام مجموعة متنوعة من الأساليب. ويشمل ذلك أجهزة الراديو التي يتم إطلاقها باستخدام بالونات الطقس ومجموعة متنوعة من الأقمار الصناعية والطائرات. يمكن للأقمار الصناعية مراقبة درجات الحرارة في الغلاف الجوي العلوي ولكنها لا تستخدم عادة لقياس التغير في درجة الحرارة على السطح. يتم قياس درجات حرارة المحيطات على أعماق مختلفة لإضافتها إلى مجموعات بيانات درجة حرارة السطح العالمية. تُستخدم هذه البيانات أيضًا لحساب محتوى حرارة المحيط.
خلال عام 1940، ارتفعت درجة الحرارة السنوية المتوسطة، لكنها كانت مستقرة نسبيًا بين عامي 1940 و1975. منذ عام 1975، زادت بنحو 0.15 درجة مئوية إلى 0.20 درجة مئوية لكل عقد، إلى ما لا يقل عن 1.1 درجة مئوية (1.9 درجة فهرنهايت) فوق مستويات عام 1880. يبلغ متوسط درجة الحرارة العظمى السنوي الحالي حوالي 15 درجة مئوية (59 درجة فهرنهايت)، على الرغم من أن درجات الحرارة الشهرية يمكن أن تختلف بنحو 2 درجة مئوية (4 درجات فهرنهايت) فوق أو تحت هذا الرقم.
يظهر متوسط درجة حرارة سطح الأرض والمحيط العالمي مجتمعة ارتفاعًا في درجات الحرارة بمقدار 1.09 درجة مئوية (المدى: 0.95 إلى 1.20 درجة مئوية) من 1850-1900 إلى 2011-2020، استنادًا إلى مجموعات بيانات متعددة تم إنتاجها بشكل مستقل.  كان الاتجاه أسرع منذ سبعينيات القرن العشرين مقارنة بأي فترة أخرى مدتها 50 عامًا على الأقل خلال آخر 2000 عام على الأقل. ضمن هذا الاتجاه التصاعدي، يحدث بعض التباين في درجات الحرارة بسبب التباين الداخلي الطبيعي (على سبيل المثال بسبب ظاهرة النينيو - التذبذب الجنوبي).
يظهر سجل درجات الحرارة العالمية تقلبات درجة حرارة الغلاف الجوي والمحيطات عبر فترات زمنية مختلفة. هناك تقديرات عديدة لدرجات الحرارة منذ نهاية التجلد البليستوسيني، وخاصة خلال عصر الهولوسين الحالي. تتوفر بعض معلومات درجات الحرارة من خلال الأدلة الجيولوجية، والتي تعود إلى ملايين السنين. في الآونة الأخيرة، تغطي المعلومات المستمدة من عينات الجليد الفترة من 800000 سنة مضت حتى الآن. ويمكن لحلقات الأشجار والقياسات المستمدة من عينات الجليد أن تقدم أدلة حول درجة الحرارة العالمية من 1000 إلى 2000 سنة قبل الوقت الحاضر حتى الآن.

## التعريف
يحدد تقرير التقييم السادس للجنة الدولية للتغيرات المناخية متوسط درجة الحرارة العالمية السطحية (GMST) على أنه متوسط درجات حرارة الهواء القريبة من السطح فوق الجليد البري والبحري، ودرجة حرارة سطح البحر (SST) فوق مناطق المحيط الخالية من الجليد، مع التعبير عن التغيرات عادة على أنها انحرافات عن قيمة على مدى فترة مرجعية محددة.
ببساطة، يتم حساب درجة الحرارة العالمية السطحية (GST) من خلال حساب متوسط درجة الحرارة عند الطبقة السطحية للمحيط (درجة حرارة سطح البحر) وفوق الأرض (درجة حرارة الهواء السطحي).
بالمقارنة، فإن متوسط درجة حرارة سطح الهواء العالمي (GSAT) هو المتوسط العالمي لدرجات حرارة الهواء بالقرب من السطح فوق الأرض والمحيطات والجليد البحري. غالبًا ما تُستخدم التغييرات في GSAT كمقياس لتغير درجة الحرارة العالمية في نماذج المناخ.
يمكن أن يكون لدرجة الحرارة العالمية تعريفات مختلفة. هناك فرق بسيط بين درجات حرارة الهواء والسطح.

## بيانات درجة الحرارة من عام 1850 إلى الوقت الحاضر

### الاحترار الكلي والاتجاهات
توفر التغيرات في درجات الحرارة العالمية على مدار القرن الماضي دليلًا على تأثيرات زيادة غازات الاحتباس الحراري. عندما يتفاعل نظام المناخ مع مثل هذه التغييرات، يتبع ذلك تغير المناخ. يعد قياس GST أحد خطوط الأدلة العديدة التي تدعم الإجماع العلمي بشأن تغير المناخ، وهو أن البشر يتسببون في ارتفاع درجة حرارة نظام مناخ الأرض.
يظهر متوسط درجة حرارة سطح الأرض والمحيط العالمي مجتمعة ارتفاعًا في درجات الحرارة بمقدار 1.09 درجة مئوية (المدى: 0.95 إلى 1.20 درجة مئوية) من 1850-1900 إلى 2011-2020، استنادًا إلى مجموعات بيانات متعددة تم إنتاجها بشكل مستقل.  كان الاتجاه أسرع منذ سبعينيات القرن العشرين مقارنة بأي فترة أخرى مدتها 50 عامًا على الأقل خلال آخر 2000 عام.